# Escape coaxial

Escape coaxial Daniels

El escape coaxial es un tipo de mecanismo de relojería moderno, un sistema regulador inventado por el relojero inglés George Daniels en 1976 y patentado en 1980. Es uno de los pocos escapes de reloj inventados en la época moderna y se utiliza en la mayoría de los modelos de relojes mecánicos que actualmente produce la firma suiza Omega.

## Historia
Durante la crisis del cuarzo, que estuvo a punto de provocar la desaparición de la industria relojera mecánica, el relojero inglés George Daniels aceptó un encargo del industrial y coleccionista de relojes estadounidense Seth G. Atwood para crear un reloj que mejorara fundamentalmente el rendimiento de los relojes mecánicos. Como resultado, Daniels inventó el escape coaxial en 1974 y lo patentó en 1980. El reloj Atwood para Seth G. Atwood se completó en 1976.

## Influencias

### Charles Fasoldt
Charles Fasoldt, relojero germano-estadounidense, fue fundamental en el desarrollo del mecanismo de escape. Su escape patentado de 1865 introdujo un novedoso diseño dúplex con ruedas de escape gemelas montadas coaxialmente y una palanca de tres paletas. Este diseño tenía como objetivo reducir la fricción y mejorar la precisión del cronometraje, lo que más tarde influiría en los diseños de escape modernos. El escape coaxial de George Daniels, un avance significativo en el campo de la horología, se basó en los conceptos de Fasoldt, y los refinó aún más para la relojería contemporánea.

### Abraham Louis Breguet
El escape natural de Abraham Louis Breguet también influyó significativamente en Daniels. El diseño de Breguet incluía dos ruedas de escape con forma de enclavamiento dispuestas en un diseño simétrico. Daniels lo desarrolló eliminando los engranajes situados entre las ruedas de escape gemelas, creando así dos trenes de engranajes independientes, lo que mejoró la practicidad del escape para la relojería contemporánea.

## Descripción técnica
El escape coaxial es una modificación del escape de palanca con algunas características del escape de detención. Uno de los pocos avances en el diseño de escapes que se han adoptado desde la invención del escape de áncora por Thomas Mudge en el siglo XVIII, el escape coaxial funciona con un sistema de tres paletas que separan la función de bloqueo del impulso, evitando la fricción del escape de áncora. Esto hace que la lubricación de las paletas sea teóricamente innecesaria y, por lo tanto, minimiza una de las deficiencias del escape de áncora tradicional. En la práctica, se utiliza una pequeña cantidad de lubricación en las superficies de bloqueo e impulso de las paletas, según se informa, para minimizar la corrosión por impacto.

### Ventaja fundamental
La ventaja fundamental del escape Daniels es la eliminación virtual del componente de fricción deslizante, es decir, del deslizamiento de las piedras de las paleta sobre los dientes del mecanismo de escape. La poca fricción deslizante que queda se debe a la imposibilidad de mantener una geometría tangencial exacta durante la duración de un impulso.

### Fricción radial frente a fricción deslizante
Al utilizar fricción radial en lugar de fricción deslizante en las superficies de impulso, el escape coaxial reduce significativamente la fricción, lo que teóricamente da como resultado relojes con intervalos de mantenimiento más largos (aunque muchos factores influyen en esto, incluido el envejecimiento del lubricante) y una mayor precisión del tiempo registrado.

## Comercialización
El escape fue comercializado en 1999 por la firma Omega cuando presentó el primer reloj producido en masa que incorporaba esta tecnología. Es el único escape, aparte del escape de palanca suizo, que se produce a escala industrial. Cuando llegó por primera vez al mercado como Calibre 2500, tenía una tasa de oscilación de 28.800 pulsaciones por hora (8 pulsaciones por segundo), considerado un movimiento de "alta frecuencia". Pero la tasa se redujo a 25.200 pulsaciones por hora (7 pulsaciones por segundo) en el Calibre 2500C. "Si bien Daniels ha reconocido las ventajas de los movimientos de mayor velocidad, también ha notado que agravan el problema de la fricción por deslizamiento en el escape (en los dientes y en las paletas del escape). Los movimientos de mayor velocidad producen mayor velocidad y presión en estas superficies críticas".